# Vnitřní Město (Vídeň)

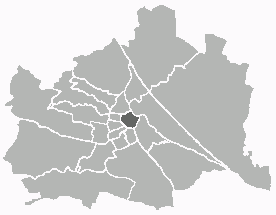
Poloha Vnitřního Města na mapě Vídně

Vnitřní Město (německy Innere Stadt;  [ˈɪnəʀə ʃtat]) je 1. vídeňský obvod. Je to vídeňské Staré Město. Až do rozšíření hranic města v roce 1850 bylo Vnitřní Město prakticky totožné s Vídní. Bylo tradičně rozděleno na čtyři části pojmenované podle důležitých městských bran: severovýchodní Stubenviertel, jihovýchodní Kärntner Viertel, jihozápadní Widmerviertel a severozápadní Schottenviertel.
Obvod má rozlohu 3,01 km2 a k 1. lednu 2024 zde žilo 16 538 obyvatel. Je zde zaměstnáno přibližně 110 000 lidí, na čemž se podílejí zejména cestovní ruch a ústředí velkých korporací, jež využívají centrální polohu obvodu.
Vnitřní město je zapsané na Seznam světového kulturního dědictví UNESCO.

## Poloha

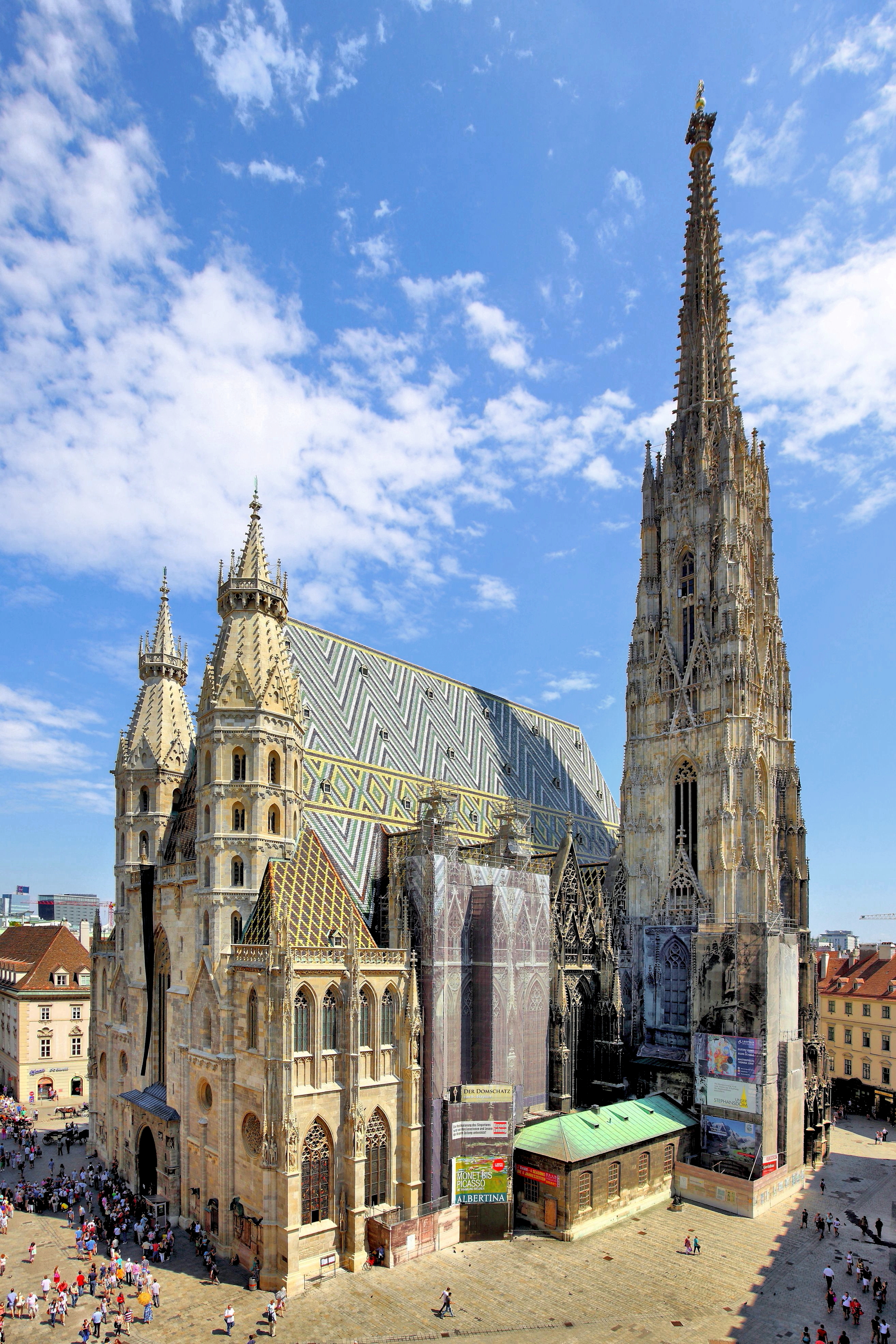
Katedrála svatého Štěpána

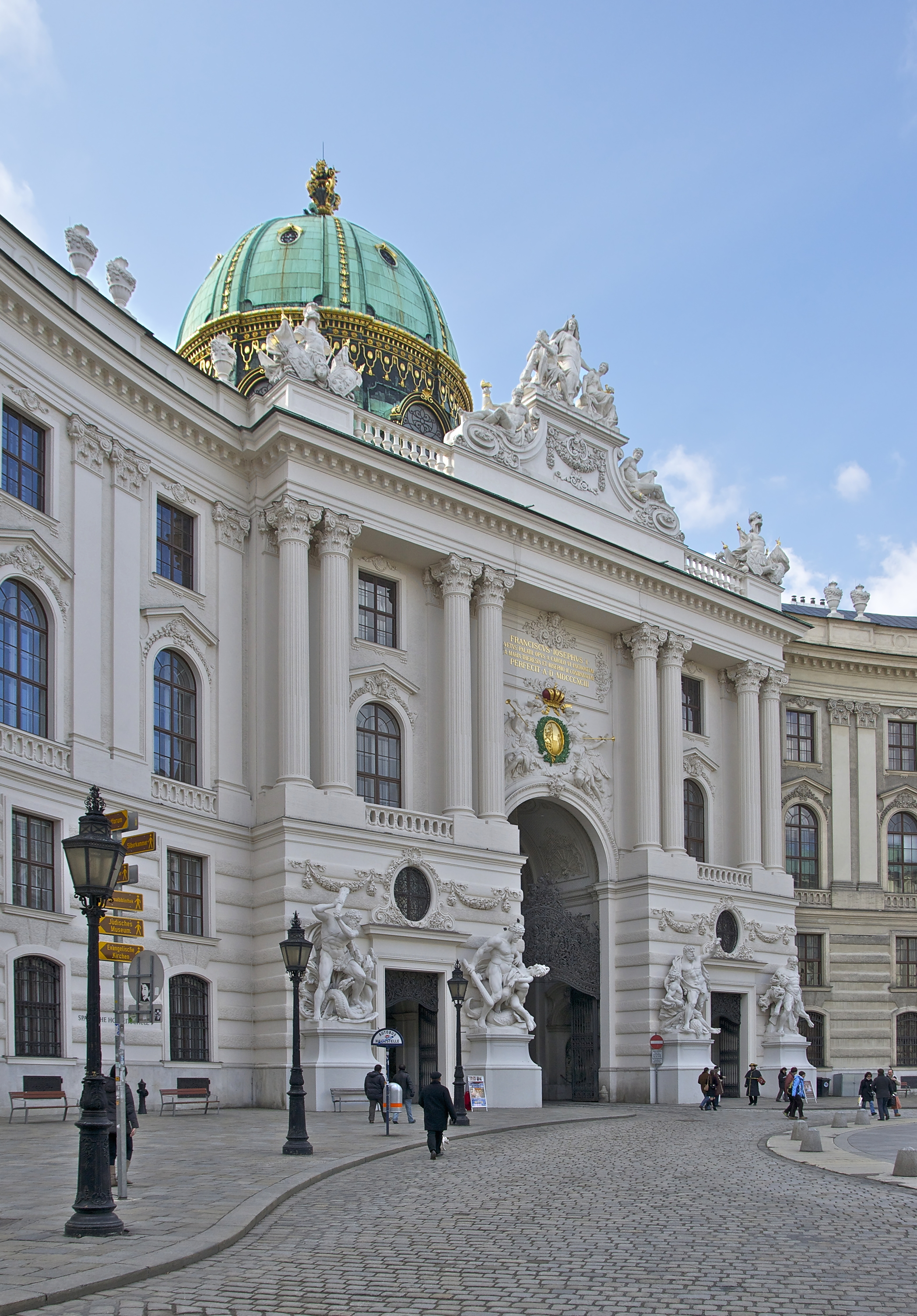
Hofburg, někdejší sídlo rakouských císařů, českých a uherských králů

Vídeňské Vnitřní Město se rozkládá v samém středu rakouského hlavního města. Obepíná ho okružní třída Ringstraße, jež byla vybudována v oblasti městských hradeb zbořených v roce 1858.
Na východě hraničí s 2. okresem na jihovýchodě se 3. okresem, na jihu se 4. okresem, na jihozápadě s 5. a 7. okresem, na západě s 8. a na severu s 9. okresem.

## Historie
Jelikož před rokem 1850 bylo Vnitřní Město prakticky totožné s Vídní jako takovou, jsou také jeho dějiny od samých počátků až do tohoto data shodné s vídeňskými.
V roce 1850 byla dosavadní vídeňská předměstí, nacházející se před městskými hradbami, připojena k hlavnímu městu, čímž se z Vnitřního Města stal 1. městský okres a nově vzniklo dalších 8 obvodů (2. – 9.)
Roku 1858 bylo zbořeno městské opevnění a na jeho místě vznikla okružní třída pojmenovaná Ringstraße. Vyrostlo podél ní mnoho výstavných budov. Historizující styl Ringstraße charakterizuje vídeňskou architekturu dodnes.
V 60. letech 19. století se konečně po dlouhých diskusích přistoupilo k regulaci Dunaje. Došlo k zasypání mnoha ramen a hlavní říční koryto se tak dostalo mimo Vnitřní Město. Nejblíže centru se octlo regulované boční rameno, takzvaný Donaukanal, jež tvoří hranici 1. obvodu s 2. okresem Leopoldstadt.
Toto období všeobecného rozkvětu vyvrcholilo Světovou výstavou ve Vídni v roce 1873, po níž 9. května téhož roku následoval Krach na vídeňské burze, který ukončil období takzvané gründerské (zakladatelské) konjunktury.

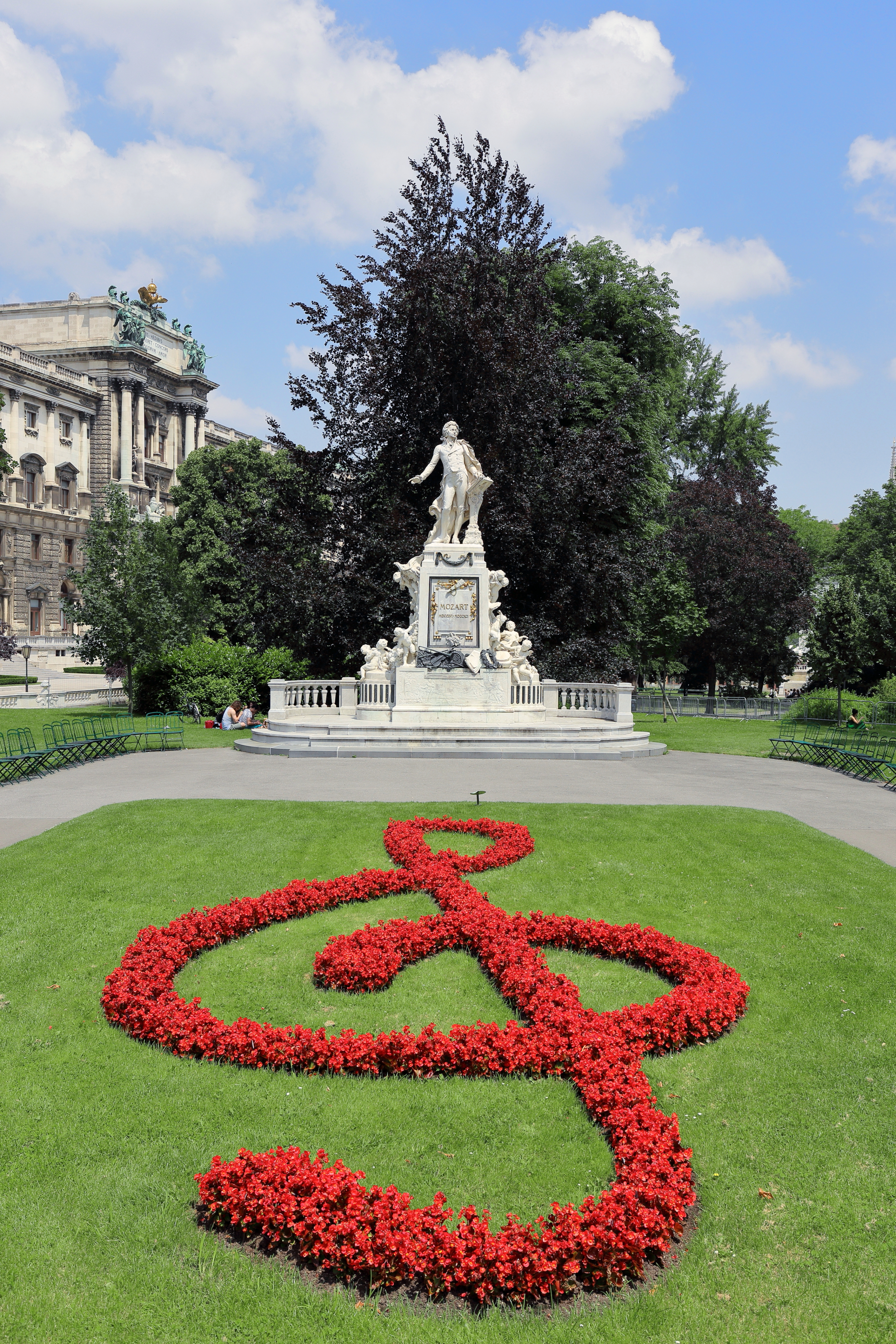
Mozartův pomník v zahradě Burggarten

## Pamětihodnosti
- Albertina
- Burgtheater
- Burggarten
- Graben
- Hofburg

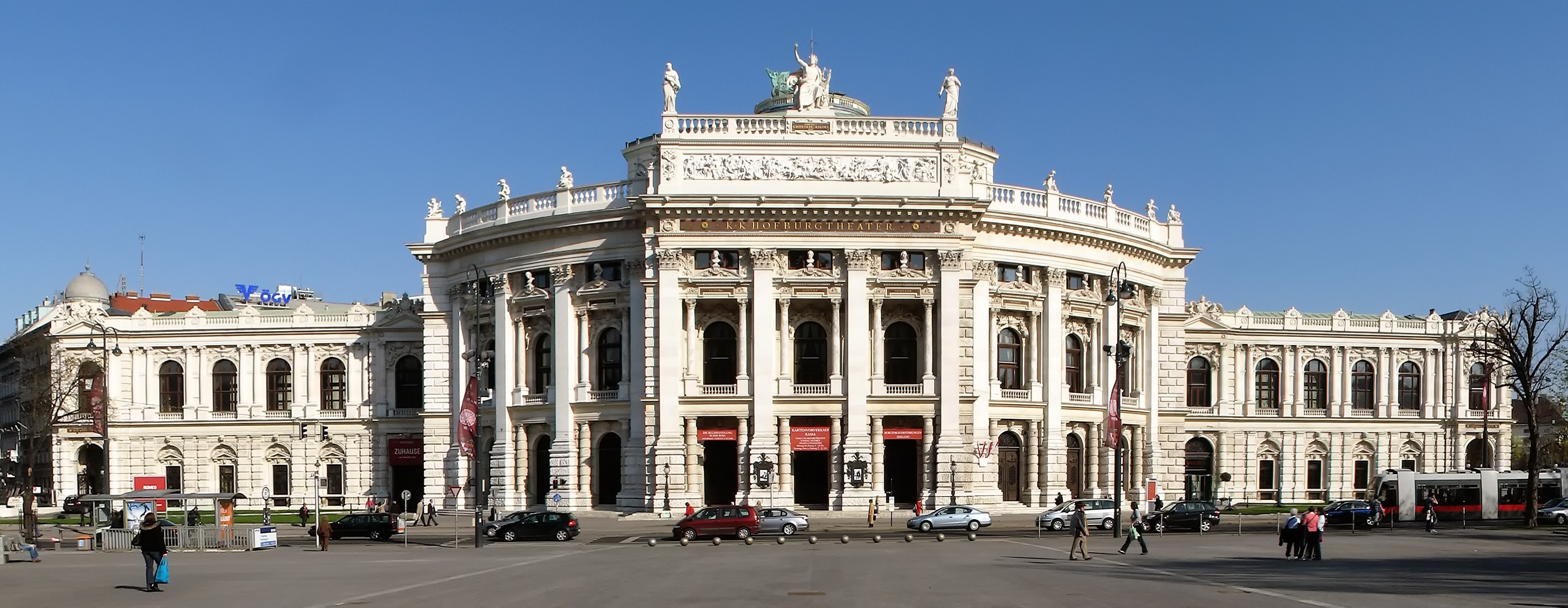
Burgtheater

- Kapucínský klášter s císařskou hrobkou
- Kärntner Straße
- Městský luteránský kostel
- Mozartův pomník
- Přírodovědné muzeum
- Uměleckohistorické muzeum
- Kostel Maria am Gestade
- Peterskirche
- Ruprechtskirche
- Skotský klášter
- Katedrála svatého Štěpána
- Vídeňská radnice
- Morový sloup Nejsvětější Trojice
- Virgilkapelle
- Vídeňská státní opera
- Vídeňský městský park

## Znak
Znakem 1. obvodu je červený štít s bílým křížem, který je totožný s malým městským znakem statutárního města Vídně i stejnojmenné spolkové země. Současný znak pochází z doby kolem roku 1270, kdy se poprvé objevil na takzvaných vídeňských fenicích. Jeho předobrazem mohla být středověká zástava krále Svaté říše římské, neboť bojová zástava krále Rudolfa Habsburského měla podobný vzhled.

## Obyvatelstvo
Od vrcholného období v roce 1880, kdy ve Vnitřním Městě žilo 73 000 obyvatel, jejich počet stále klesal. V roce 2001 dosáhl počtem 17 000 svého historického minima. Ačkoli počet obyvatel obvodu od té doby pomalu stoupá, zůstává Vnitřní Město městským vídeňským obvodem s nejnižším počtem obyvatel.

### Původ a jazyk
V roce 2001 činil počet cizinců usídlených v obvodu 15,5 % celkové populace, což bylo 2 % pod vídeňským průměrem. Z toho mělo 2,8 % občanství některé země Evropské unie (vyjma Německa), 2,7 % tvořili občané Srbska a Černé Hory a 2,2 % byli Němci. Celkem 25,6 % obyvatel obvodu se narodilo v jiné zemi než v Rakousku. 79 % obyvatel uvedlo jako svůj komunikační jazyk němčinu, 4 % jich hovořilo primárně Srbsky, 1,8 % Maďarsky a 1,4 % Chorvatsky. Jiné jazyky uvedlo celkem 14,3 %.

### Náboženství
V roce 2001 se 51,3 % obyvatel Vnitřního Města hlásilo ke katolickému vyznání, 6,6 % k protestantskému, 5,1 % byli pravoslavní a 3,3 % tvořili židé. 22,7 % obyvatel obvodu se nehlásilo k žádnému náboženství.